# Joseph Resch (Historiker)
Joseph Resch (* 3. September 1716 in Hall in Tirol; † 15. Februar 1782 in Brixen) war ein Tiroler Priester, Professor und Historiker. Er gehört zu den bedeutendsten Intellektuellen der Grafschaft Tirol des 18. Jahrhunderts.

## Leben
Joseph Resch wurde am 3. September 1716 in Hall in Tirol geboren. Er entstammte einfachsten Verhältnissen, sein Vater war als Salzwäscher in der Haller Saline tätig. Mit zehn Jahren kam der begabte Junge als Sängerknabe an die Domschule in Brixen. Nach Abschluss des dort angesiedelten fünfklassigen Gymnasiums (es fehlten zu dieser Zeit in Brixen noch die Klassen der Poetik und Rhetorik, diese holte er vermutlich am Innsbrucker Jesuitengymnasium nach) widmete sich Resch anfangs an der Universität Innsbruck (1733/34 bis 1739), dann am Priesterseminar in Brixen (1739 bis 1741) dem Studium der Philosophie und der Theologie.
1741 in Brixen zum Priester geweiht, kam er zunächst als Kooperator ins kleine Dorf Stilfes nahe Sterzing. Nach nur einem Jahr wurde Resch auf Betreiben des Domherren und späteren Erzbischofs von Wien Christoph Anton Migazzi vom Brixner Domkapitel von seiner Seelsorgestelle abberufen und zurück in die Bischofsstadt geholt, wo ihm an seiner alten Schule die Präfektur sowie das Lehramt über eine Klasse übertragen wurde.
Resch sollte nun rund zwanzig Jahre lang an diesem Institut tätig bleiben (1742–1761). Mit den von ihm angestoßenen Reformen wurde die alte Domschule zu einem vollständigen, an der Studienordnung der Jesuiten orientierten Gymnasium ausgebaut, 1748 und 1750 konnten etwa die beiden Humanitätsklassen der Poetik und Rhetorik eingeführt werden, Geographie und Mathematik wurden in die neu zu lehrenden Fächer aufgenommen. Daneben machte sich der junge Priester um die Hebung des Theaterspiels verdient. Belege für Theateraufführungen am Brixner Gymnasium lassen sich schon für das frühe 18. Jahrhundert anführen, während Reschs Tätigkeit an diesem Institut erlebte das lateinische Schultheater dort eine beachtliche, wenn auch späte Blüte mit regem und regelmäßigem Spielbetrieb. Als 1756 das Priesterseminar in Brixen in das Spital zum Hl. Kreuz auf der Insel verlegt und dort dafür ein neuer Gebäudekomplex errichtet wurde, konnte Resch erreichen, dass das alte am Kreuzgang gelegene Seminargebäude der Domschule abgetreten wurde. Es konnte so nun ein regelrechtes Studentenkonvikt (das sog. Cassianeum) errichtet werden, das den Zöglingen unter einem Dach gemeinschaftliche Unterbringung, Verpflegung und Unterricht bot.

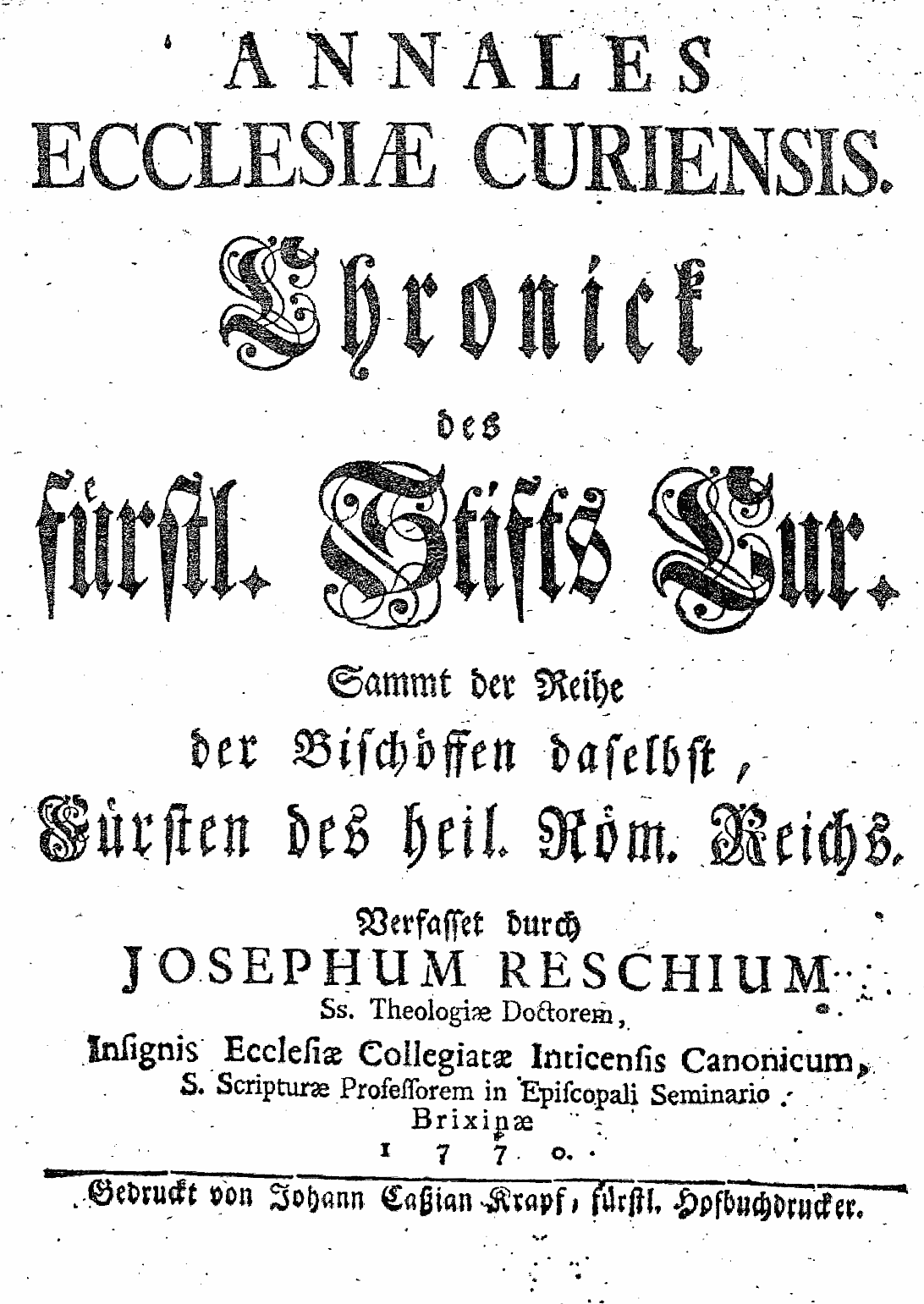
Titelblatt der Annales ecclesiae Curiensis (Johann Cassian Krapf: Brixen 1770).

Von einschneidender Bedeutung für den weiteren Werdegang Reschs sollte sich der 1745 unter Fürstbischof Kaspar Ignaz von Künigl in Angriff genommene und unter dessen Nachfolger Leopold von Spaur zum Abschluss gebrachte Neubau des Brixner Domes erweisen. Den drohenden Verlust der zahlreichen Denkmäler und Grabsteine vor Augen, unternahm es Resch, diese unschätzbaren historischen Monumente zu sammeln und so vor ihrer Zerstörung zu bewahren. Es war dies der Antrieb, der ihn sich von nun an intensiv der Erforschung der Geschichte der Diözese Säben bzw. Brixen widmen ließ. Mit seinem historiographischen Hauptwerk Annales ecclesiae Sabionensis nunc Brixinensis (3 Bände, Augsburg 1755–1767) schuf er die erste, auf gründlicher Quellenkritik beruhende Geschichte der Diözese Säben (Brixen) im Besonderen und damit auch Tirols im Allgemeinen in Spätantike und Mittelalter. In diesen Jahren bewältigte Resch ein gewaltiges Arbeitspensum: Neben den Tätigkeiten in Administration und Lehre am Brixner Gymnasium unternahm er auf der Suche nach alten Manuskripten und Urkunden in den großen Bibliotheken und Archiven des Landes ausgedehnte Reisen in die verschiedenen Teile seiner Tiroler Heimat und nach Norditalien. 1771/75 ordnete er als Chorherr des Kollegiatkapitels Innichen dessen bedeutsames Archiv. Zugleich verkehrte er in den gelehrten Gesellschaften von München (Bayerische Akademie der Wissenschaften), Innsbruck (Accademia Taxiana) und Rovereto (Accademia Roveretana degli Agiati) und unterhielt einen regen Briefwechsel mit zahlreichen Intellektuellen und kirchlichen wie weltlichen Würdenträgern im deutschen und italienischen Raum. Reschs Bedeutung für die Tiroler Geschichtsforschung erschöpft sich nicht nur in den fertiggestellten und gedruckten Werken, sondern gründet vor allem auch in den Vorarbeiten, die er auf dem Gebiet der Quellenerfassung und -kritik geleistet hat. Ohne Rückgriff auf die umfassenden Materialsammlungen, die der unermüdliche Forscher aus ganz Tirol zusammengetragen hat, wären die Arbeiten seiner Nachfolger in der Tiroler Landes- und Kirchengeschichtsschreibung – die sog. „Brixner Historikerschule“ –, wie die eines Stefan von Mayrhofen (1751–1848), Ignaz Paprion, Johannes Rosbichler (1750–1804) oder Franz Anton Sinnacher (1772–1836), wohl nicht möglich gewesen.
Im Oktober 1759 unterzog sich Resch an der Universität von Padua der Prüfung und Disputation, um zum Doktor der Theologie promoviert zu werden. Die kurz danach in Aussicht stehenden Berufungen auf die Lehrkanzeln für polemische Theologie und Kirchengeschichte an der Universität Innsbruck scheiterten zwei Mal (Dezember 1760 und Juli 1761) im letzten Augenblick.
1762 ernannte Fürstbischof Leopold von Spaur Resch zum Hofkaplan und Direktor des Hofarchivs. Als solcher entwarf er eine neue Archivordnung und erstellte ein vierbändiges Repertorium, die letzte große  Bestandsaufnahme vor der Teilung und Zerstreuung des Archives im Zuge der Säkularisation des geistlichen Hochstiftes Brixen im Jahr 1803. 1766 wurde Resch zum Professor für die Hl. Schrift am Brixner Priesterseminar berufen und 1768 verlieh ihm Papst Clemens XIII. ein Kanonikat an der Stiftskirche zu Innichen. 1771 wurde Resch von Leopold von Spaur zum wirklichen Geistlichen Rat ernannt, 1775 folgte die Ernennung zum Bibliothekar am fürstbischöflichen Hof.
Anfang Februar 1782 war Resch anlässlich des vierzigstündigen Gebetes zu einer Kanzelrede nach Klausen gebeten worden. Dort erkrankte er an einer schweren Lungenentzündung und starb am 15. Februar in Brixen. Seine letzte Ruhestätte fand er in der Kirche der Kapuziner in Brixen.

## Schriften

### Für den Schulgebrauch
- 16 Schuldramen (1745–1761) Digitale Ausgaben mit Einleitung, Übersetzung und Anmerkungen (Universität Innsbruck)
- Ars metrica ad stylum elegiacum P. Ovidii Nasonis.
  - Augsburg 1748 MDZ München
  - Linz 1748 Google
  - Augsburg 1755 Google
- Phraseologia poetica ad stylum P. Ovidii Nasonis. Linz 1749 Google
- Compendium prosodiae Latinae universae. Venedig 1750
- Sacrae meditationes. Venedig 1751 MDZ München

### Historiographie
- Gloria filiorum patres eorum (Prov. 17,6), Brixen 1748 MDZ München
- Annales ecclesiae Sabionensis nunc Brixinensis
  - Band 1, Augsburg 1755 MDZ München
  - Band 2, Augsburg 1759 MDZ München
    - Band 1 und 2 zusammen abgedruckt, Augsburg 1760 MDZ München

  - Band 3, Augsburg 1767 MDZ München
- Monumenta veteris ecclesiae Brixinensis, Brixen 1765 MDZ München
- Annales ecclesiae Curiensis, Brixen 1770 MDZ München
- Aetas millenaria ecclesiae Aguntinae, Brixen 1772 MDZ München
- Supplementum ad monumenta, Brixen 1776 MDZ München

### Theologie
- Sermo habitus et peroratus in festo annuntiationis B.V. Mariae, o. O. 1770 MDZ München
- Harmonia sanctorum evangeliorum, o. O. 1771 MDZ München